# Callyna chalcoperas
Callyna chalcoperas là một loài bướm đêm trong họ Noctuidae.